# William Wyler
William Wyler (Mulhouse —hoy Francia, entonces Alemania—, 1 de julio de 1902-Los Ángeles, 27 de julio de 1981) fue un prolífico y aclamado director de cine suizogermanoestadounidense. Fue tres veces ganador del Premio de la Academia.

## Primeros años
Wyler, con el nombre de nacimiento de Wilhem Weiller, nació en 1902 en una familia judía de Mulhouse, ciudad de la región francesa de Alsacia (que desde la guerra franco-prusiana formaba parte del Imperio alemán). Su padre Leopold Weiller (1864-1939) era judío suizo, nacido en Endingen y fallecido en Los Ángeles, y su madre, Melanie Auerbach (1878-1955) era judía alemana, nacida en Stuttgart y fallecida en Los Ángeles. Se educó bilingüe en alemán y francés en Lausana (Suiza), donde estudió Comercio, luego estudió violín en el Conservatorio de París. Estaba emparentado con Carl Laemmle, fundador de los estudios Universal Pictures, a través de su madre, prima de Laemmle, a través de una abuela en común, Helene Christinah Laemmle, nacida en 1848 en Laupheim (Tübingen, Baden-Württemberg), la misma localidad natal de Carl Laemmle. El apellido original de la familia era Lämmle, a través del bisabuelo Schmuel ben Josef Lämmle (1804-1884). En 1921 Wyler se trasladó a los Estados Unidos. Gracias a estas conexiones familiares, y sobre todo por su talento precoz, fue el más joven director de la Universal en 1925. Era de nacionalidad suiza por expreso deseo de su padre. En 1928 se convirtió en ciudadano naturalizado estadounidense, aunque siempre conservó su nacionalidad suiza.

## Director de cine
Pronto demostró que era un competente artesano y un riguroso director de escena, y a principios de los años treinta se convirtió en uno de los mejores activos de la Universal, dirigiendo películas tan sólidas como The Love Trap (1929), Hell's Heroes (1930), ¿Héroe o cobarde? (1932) y Una chica angelical (1935).
Más tarde fue contratado por Samuel Goldwyn y dirigió películas de gran calidad como Esos tres (1936), Rivales (1936), una obra maestra como Desengaño (1936), Dead End (Callejón/Calle sin salida) (1937), Jezabel (Jezebel, 1938), Cumbres borrascosas (1939), La carta (1940), The Westerner (1940) y La loba (1941). La mítica y legendaria actriz Bette Davis dijo en varias ocasiones que fue el único director que supo dirigirla correcta y completamente.

### Segunda Guerra Mundial
Entre 1942 y 1945, Wyler se enroló en el Cuerpo Aéreo del Ejército de los Estados Unidos con el grado de comandante y mientras la guerra estaba todavía en curso dirigió dos documentales y dos películas de ficción. Los dos documentales fueron rodados en dos frentes aéreos diferentes. El primer documental, Memphis Belle: A Story of a Flying Fortress, fue rodado en Inglaterra y en el cielo alemán en 1943 y fue proyectado en las salas estadounidenses en 1944. Fue rodado a bordo del célebre bombardero B-17 Memphis Belle durante su última misión de bombardeo sobre territorio enemigo, misión que hizo de él el primer bombardero estadounidense en terminar su ciclo de veinticinco misiones obligatorias. Volvió de dicha misión sin un solo rasguño y con su tripulación en perfecto estado de salud, pero la película de ficción Memphis Belle (de 1990) dramatizó esa última misión por razones comerciales, con daños en el aparato causados por fuego enemigo y con heridos a bordo. El segundo documental, Thunderbolt!, fue rodado en otro frente aéreo: el de las acciones de ametrallamiento y bombardeo que los cazas P-47 Thunderbolt llevaron a cabo en los primeros meses de 1944, en Italia, durante la Operación Strangle, cortando los suministros alemanes que venían por tierra desde el norte. Este documental no fue proyectado en los cines de Estados Unidos hasta 1947, una vez terminada la guerra. 
Las dos películas de ficción que Wyler rodó durante la guerra fueron de las primeras en captar el estado de ánimo de la nación conforme se preparaba para la batalla y, cuatro años más tarde, para la paz: la primera, La señora Miniver (1942), narra la historia de una familia inglesa de clase media que se adaptaba a la guerra en Europa y ayudaba a preparar al público estadounidense a la vida en tiempos de guerra (y galvanizó el apoyo a los británicos). La segunda, Los mejores años de nuestra vida (estrenada en 1946), cuenta la historia de tres veteranos que volvían a casa y que intentaban adaptarse a la vida civil, dramatizando los problemas de los veteranos que regresaban con quienes se habían quedado en casa durante el conflicto. Wyler logró con ambas películas tanto el premio de la academia al mejor director como el premio a la mejor película.

### Carrera tras la guerra
Durante los años cincuenta y sesenta, Wyler dirigió toda una serie de películas aclamadas por la crítica, entre las que cabe destacar Detective Story (1951) galardonada en Cannes con el premio de mejor actriz para Lee Grant; Vacaciones en Roma (1953) que presentó a Audrey Hepburn al público estadounidense y le llevó a ganar su primer Óscar; La heredera, que hizo ganar a Olivia de Havilland su segundo Óscar, Friendly Persuasion (1956), con la cual Wyler ganó la Palma de Oro en el Festival de Cannes y Ben-Hur, con la que consiguió casi todos los Óscar de la edición de 1959; los once premios que ganó sólo han sido igualados dos veces, por Titanic en 1997 y El Señor de los Anillos: el retorno del Rey en 2003.
En su última etapa Wyler siguió dirigiendo filmes de notable interés, como La calumnia (The Children's Hour, 1961), polémico filme alusivo al lesbianismo con Audrey Hepburn y Shirley MacLaine; El coleccionista (1965) con Terence Stamp (que inspiró a Pedro Almodóvar el argumento de ¡Átame!) y la película musical Funny Girl (1968), que supuso el debut en el cine de Barbra Streisand y tuvo por coprotagonista a Omar Sharif.
En 1965, Wyler obtuvo el Premio en Memoria de Irving Thalberg a los logros de toda su carrera. Once años más tarde, recibió el Premio a toda su carrera por parte del American Film Institute. Además de los premios de la Academia que consiguió, diez de sus películas fueron nominadas a la mejor película. Recibió doce nominaciones como Mejor Director, ganándolo tres veces, mientras que tres docenas de sus actores ganaron el premio o fueron nominados a él.
Wyler estuvo casado durante un breve periodo con Margaret Sullavan (25 de noviembre de 1934 a 13 de marzo de 1936); su matrimonio con Margaret Tallichet, desde el 23 de octubre de 1938 hasta su muerte, fue un éxito y tuvieron cuatro hijos. El 24 de julio de 1981, Wyler fue entrevistado junto a su hija, la productora Catherine Wyler, para un documental de PBS sobre su vida y su carrera: Dirigido por William Wyler. Tan sólo tres días más tarde, Wyler murió de un ataque al corazón. Las últimas palabras de Wyler en la película se referían a una visión de dirigir su «próxima película...Going Home (Regreso al hogar)». Wyler está enterrado en el cementerio de Forest Lawn Memorial Park en Glendale, California.

## Valoraciones
Wyler dirigió películas de todo tipo, sin ningún tipo de tema que fuera su marca personal en el cine. Pero sus películas estaban siempre bien hechas, resultaban bellas y su forma de rodar era reconocible, incluyendo innovaciones como la profundidad de campo (luego usada por Welles). Era conocido por realizar decenas de tomas de cada una de las escenas de sus películas, y por exigir gran control sobre la historia, las localizaciones y el personal de cada producción. Por ello es dudoso afirmar, como se hace, que Wyler, como Michael Curtiz, no tuvo su propio estilo particular. Hoy se le incluye entre los directores de cine más valiosos. 
Su naturaleza meticulosa y su atención al detalle fueron efectivos, y logró tanto el éxito popular como el de crítica no especializada. No construyó un conjunto de intérpretes como Capra, Sturges o Ford. Orson Welles le llamaba burlonamente un "brillante productor", pero más bien era un 'director-de-estudio' que supo trabajar muy bien y controlar las imposiciones de los estudios.
Durante unos años ha sido un director no bien considerado. Seguramente el peso de la crítica francesa (Cahiers su Cinéma, Positif), que destacaban mucho a John Ford, Howard Hawks, Nicholas Ray o al propio Welles, que influyó con su desdén por Wyler en el crítico americano Andrew Sarris (publicaba la edición inglesa de Cahiers). Así que The American Cinema (libro de Sarris) se sumó a las voces sectarias al respecto de esas por lo demás excelentes revistas.
Ahora bien, en contra de muchos de sus coetáneos, André Bazin (1918-1958) —un crítico tan importante, creador de Cahiers du Cinéma, autor de un Orson Welles—, señaló, en un gran texto sobre Wyler, cómo no era difícil reconocer su personal firma, al igual que sucedía con las películas de Lang, Ford o Hitchcock. Su ética de la puesta en escena, su personal ascesis, lograda con un trabajo riguroso con los actores (que expresan precisamente la acción), logró un gran "cine-escritura". El cine puro, decía Bazin, existe en muchas combinaciones narrativas, no es una materia independiente y aislable: "el cine es más bien un estado estético de la materia", y nadie ha sabido "contar mejor una historia en 'cine'" que Wyler.
El Festival Internacional de Cine de Berlín le dedicó una retrospectiva en 1996, y poco a poco, pese a la ausencia de bibliografía francesa, se está siguiendo la senda valorativa de Bazin.

## Filmografía

### Cine mudo
| Año  | Película                 |
| ---- | ------------------------ |
| 1926 | Lazy Lightning           |
| 1926 | The Stolen Ranch         |
| 1927 | Blazing Days             |
| 1927 | Straight Shootin'        |
| 1927 | Hard Fists               |
| 1927 | The Border Cavalier      |
| 1927 | Desert Dust              |
| 1928 | Anybody Here Seen Kelly? |
| 1929 | The Shakedown            |
| 1929 | The Love Trap            |

### Cine sonoro
| Año  | Película                         |
| ---- | -------------------------------- |
| 1921 | Hell's Heroes                    |
| 1930 | The Storm                        |
| 1931 | A House Divided                  |
| 1932 | Tom Brown of Culver              |
| 1933 | Her First Mate                   |
| 1933 | Counsellor at Law                |
| 1934 | Fascinación                      |
| 1935 | The Good Fairy                   |
| 1935 | The Gay Decpetion                |
| 1936 | Esos tres                        |
| 1936 | Rivales                          |
| 1936 | Dodsworth                        |
| 1937 | Calle sin salida                 |
| 1938 | Jezabel                          |
| 1939 | Cumbres borrascosas              |
| 1940 | La carta                         |
| 1940 | The Westerner                    |
| 1941 | La loba                          |
| 1942 | La señora Miniver                |
| 1946 | Los mejores años de nuestra vida |
| 1947 | Thunderbolt (documental)         |
| 1949 | La heredera                      |
| 1951 | Brigada 21                       |
| 1952 | Carrie                           |
| 1953 | Roman Holiday                    |
| 1955 | Horas desesperadas               |
| 1956 | Friendly Persuasion              |
| 1958 | Horizontes de grandeza           |
| 1959 | Ben-Hur                          |
| 1961 | The Children's Hour              |
| 1965 | El coleccionista                 |
| 1966 | How to Steal a Million           |
| 1968 | Funny Girl                       |
| 1970 | The Liberation of L.B. Jones     |

## Premios y distinciones
Premios Óscar
| Año  | Categoría                 | Película                         | Resultado |
| ---- | ------------------------- | -------------------------------- | --------- |
| 1937 | Mejor director            | Desengaño                        | Nominado  |
| 1940 | Mejor director            | Cumbres borrascosas              | Nominado  |
| 1941 | Mejor director            | La carta                         | Nominado  |
| 1942 | Mejor director            | La loba                          | Nominado  |
| 1943 | Mejor director            | La señora Miniver                | Ganador   |
| 1947 | Mejor director            | Los mejores años de nuestra vida | Ganador   |
| 1950 | Mejor película            | La heredera                      | Nominado  |
| 1950 | Mejor director            | La heredera                      | Nominado  |
| 1952 | Mejor director            | Brigada 21                       | Nominado  |
| 1954 | Mejor director            | Vacaciones en Roma               | Nominado  |
| 1954 | Mejor película            | Vacaciones en Roma               | Nominado  |
| 1957 | Mejor película            | La gran prueba                   | Nominado  |
| 1957 | Mejor director            | La gran prueba                   | Nominado  |
| 1960 | Mejor director            | Ben-Hur                          | Ganador   |
| 1966 | Mejor director            | El coleccionista                 | Nominado  |
| 1966 | Premio Irving G. Thalberg | Premio Irving G. Thalberg        | Ganador   |

Festival Internacional de Cine de Cannes
| Año  | Categoría    | Película       | Resultado |
| ---- | ------------ | -------------- | --------- |
| 1957 | Palma de Oro | La gran prueba | Ganador   |

Festival Internacional de Cine de Venecia
| Año  | Categoría              | Película          | Resultado |
| ---- | ---------------------- | ----------------- | --------- |
| 1938 | Recomendación especial | Jezabel (Jezebel) | Ganador   |